# Sochinsogonia nigrifrons
Sochinsogonia nigrifrons är en insektsart som beskrevs av Victor Antoine Signoret 1853. Sochinsogonia nigrifrons ingår i släktet Sochinsogonia och familjen dvärgstritar. Inga underarter finns listade i Catalogue of Life.